# Miklóssy Gábor
Miklóssy Gábor (Nagyvárad, 1912. október 25. – Kolozsvár, 1998. december 21.) erdélyi magyar festőművész és művészpedagógus.

## Életpályája
Katolikus mérnökcsalád gyermekeként látta meg a napvilágot Nagyváradon. Eredetileg hegedűművésznek készült, (Bécsben és Budapesten végzett zenei tanulmányokat, ígéretes előadóművészi pályájáról azonban lábának megbénulása miatt le kellett mondania). Kitüntetéssel végezte a budapesti Képzőművészeti Főiskolát (1940), majd Rudnay Gyula mesteriskolájában folytatta tanulmányait (1940-42). Már pályakezdéskor számottevő sikereket ért el: 1942-ben Római Díjat szerzett, ugyanez évben a nagybányai Szent István Díj nyertese a Munkáján keresztül becsüld az embert! című kötött tárgyú pályázaton. 1948-ban elnyerte a Nagyváradi Múzeum 1848-49-es szabadságharc-pályázatának I. és II. díját.
1945-től 1949-ig a nagyváradi képzőművészeti középiskolában tanított, itt volt tanítványa Tolnai Tibor. 1949-től a Kolozsvárt megszervezett képzőművészeti főiskola tanára lett, itt volt egyetemi tanár, innen vonult nyugalomba 1978-ban. Művészpedagógusi működése során a növendékek több nemzedékének adta át elméleti és gyakorlati tudását. Érdemeiért 1954-ben Állami Díjjal tüntették ki és a Művészet Érdemes Mestere címet kapta meg. Képalkotó művészete drámai hatású nagy kompozíciós művekben és metaforákra építő, modern hangvételű képekben ért el csúcseredményeket. Kötött témájú, tömegjeleneteket ábrázoló nagyméretű festményein az 1950-es évek dogmatikus szemléletű elvárásai mellett is jelentős művészi értékeket tudott teremteni (Lupény, 1929; Grivica, 1933). 1961-től ironikus, áttételesen a rendszert bíráló, egy meghasonlott társadalmat drámai kompozíciókban bemutató művek sorát (Partizánok, A gonosz macska; Asztal mellett; Fürdőzők) állította ki. Festményeinek, rajzainak reprodukciói és irodalmi művekhez készített illusztrációi jelentek meg erdélyi folyóiratokban. Portréiban több jeles kortársát – Gaál Gábort, Kacsó Sándort, Szabó T. Attilát – örökítette meg.
Néhány kisebb egyéni kiállításon kívül (Szentes, 1942; Nagyvárad, 1948; Kolozsvár, 1981) összegező jellegű tárlatot nem szervezett, de rendszeresen részt vett hazai és külföldi csoportkiállításokon. Munkái szerepeltek az 1954-es Velencei biennálén, a Magyar Képzőművészek és Iparművészek Társaságának 1996-os kiállításán. Posztumusz szerepeltették műveit a stockholmi Magyar Házban szervezett 1999-es magyar képzőművészeti tárlaton, amelyet Tamás Gáspár szervezett. Szintén a művész halála után került megrendezésre Miklóssy Gábor és növendékei cím alatt a Budapesten, majd Marosvásárhelyen bemutatott kiállítás, a kiállításokat Murádin Jenő nyitotta meg. Vallásos témájú kompozícióiból 2000 őszén rendeztek kiállítást Nagyváradon. Alkotásait őrzik budapesti, nagyváradi, kolozsvári, bukaresti és pekingi múzeumokban.

## Családja
Felesége Kondorosi Vilma festő, házasságukból egy gyermek született, Miklóssy Gyula (1954), aki a fényképész mesterséget választotta. Miklósy Gábor házassága válással végződött.

## Jeles tanítványaiból
- Kosztándi Jenő képzőművész, népművelő
- Macskásy József festő
- Makár Alajos[5] festő
- Péterfy László szobrász
- Veress Pál festő
- Jakab Ilona festő
- Jakobovits Miklós festő
- Victor Man festő[6]

## Kötetei
- A szépség a szellem rangja. Művészeti írások, levelek; vál., utószó Sümegi György, szerk. Kerekes György; Komp-Press, Kolozsvár, 2004